# 곤잘로 프라스카
곤잘로 프라스카(Gonzalo Frasca, 1972년 ~ )는 우루과이 몬테비데오 출신의 비디오 게임 연구자이다. 시리어스 게임과 정치적 비디오 게임에 주목한다. 조지아 공과대학교에서 정보디자인 및 기술로 석사학위를 받고 2007년 8월 코펜하겐 IT대학교에서 비디오 게임 연구로 박사학위를 받았다. 9·11 테러에 대한 아트 게임인 《9월 12일: 장난감 세계》(September 12: a Toy World)의 제작자로도 알려져있다.